# Las Vegas Motor Speedway

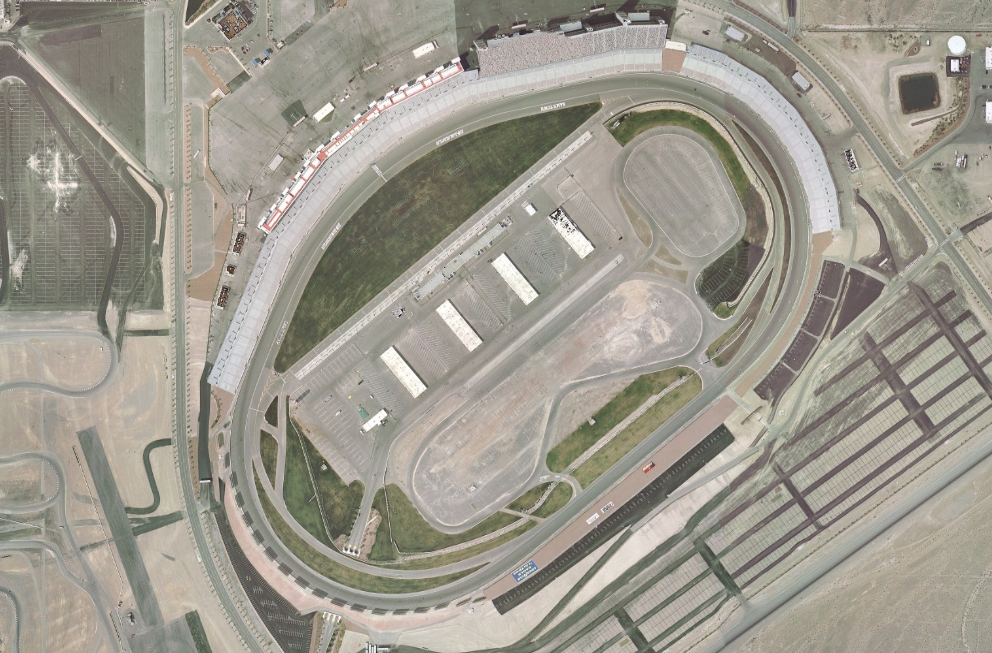
Las Vegas Motor Speedway vanuit de lucht.

De Las Vegas Motor Speedway is een autoracecircuit in Clark County (Nevada), bij Las Vegas. Het complex is 4,9 km² groot en heeft 4 verschillende circuits. Speedway Motorsports, Inc. uit Charlotte, North Carolina is de eigenaar van het complex. Het circuit is 2,41 kilometer lang en is een "D-shaped Oval"; de bochten staan onder een hoek van 20°. Op alle tribunes samen passen 156.000 mensen.
Het circuit is twee avonden per week geopend voor dragrace-wedstrijden. Dit wordt gedaan om illegale wegraces uit te bannen.
Het circuit wordt gebruikt door de Las Vegas Metropolitan Police Department om politieagenten te trainen.

## Geschiedenis
Op dit circuit heeft de Indy Racing League gereden van 1996 tot en met 2000. In 2011 keerde de IndyCar Series na elf jaar afwezigheid weer terug op de oval. Helaas duurde de race maar 10 ronden, nadat er in ronde 11 een ongeluk gebeurde waarbij 15 auto's betrokken waren. Dit zware ongeluk heeft het leven geëist van tweevoudig Indianapolis 500 winnaar, Dan Wheldon. De race stond in eerste instantie ook op de agenda voor 2012, maar vanwege het dodelijke ongeluk van Dan Wheldon in 2011, is besloten om de race van de agenda af te halen. Wel wordt er gekeken of de serie eventueel weer terug kan keren in 2013 naar de 1,5 mijl oval. Er moet dan wel eerst uitgebreid getest gaan worden met de nieuwe IndyCar, die vanaf 2012 in gebruik zal worden genomen. Wanneer deze tests plaats zullen vinden, is nog altijd niet bekend.
Het circuit wordt ook wel de "Blue Oval" genoemd omdat de NASCAR NEXTEL Cup hier gedomineerd werd door Ford, er zijn maar drie NASCAR coureurs die niet in een Ford reden en toch wonnen. Een andere bijnaam voor het circuit is "The House Of Roush". Roush is een NASCAR team waarvan alle rijders hier succes boekten.

## Circuits
The Bullring (a 0.5 mile (800 m) geasfalteerd
Dirt Track 0.5 mile (800 m) klei oval
The Strip een dragstrip
Superspeedway 1.5 mile (2.414 km) oval

## Evenementen
- Champ Car
- American Le Mans Series
- NASCAR
  - NASCAR NEXTEL Cup
  - NASCAR Busch Series
  - NASCAR Craftsman Truck Series